# NGC 2607
NGC 2607 è una galassia a spirale situata nella costellazione del Cancro, a una distanza di circa 181 milioni di anni luce dalla nostra Via Lattea.

## Scoperta
La galassia è stata scoperta il 24 dicembre 1827 dall'astronomo britannico John Herschel.

## Descrizione
NGC 2607 presenta una larga riga a 21 cm dell'idrogeno neutro.
Il database SIMBAD la classifica come galassia LINER, cioè una galassia il cui nucleo presenta uno spettro di emissione caratterizzato da larghe righe di atomi debolmente ionizzati.